# Coudekerque-Branche
Coudekerque-Branche (flamsko Nieu-Coudekercke, nizozemsko Nieuw-Koudekerke) je jugovzhodno predmestje Dunkerqua in občina v severnem francoskem departmaju Nord regije Nord-Pas-de-Calais. Leta 1999 je naselje imelo 24.152 prebivalcev.

## Administracija
Coudekerque-Branche je sedež istoimenskega kantona, v katerega je poleg njegove vključena še občina Coudekerque in majhen del občine Dunkerque z 49.506 prebivalci.
Kanton je sestavni del okrožja Dunkerque.